# Хёттоко

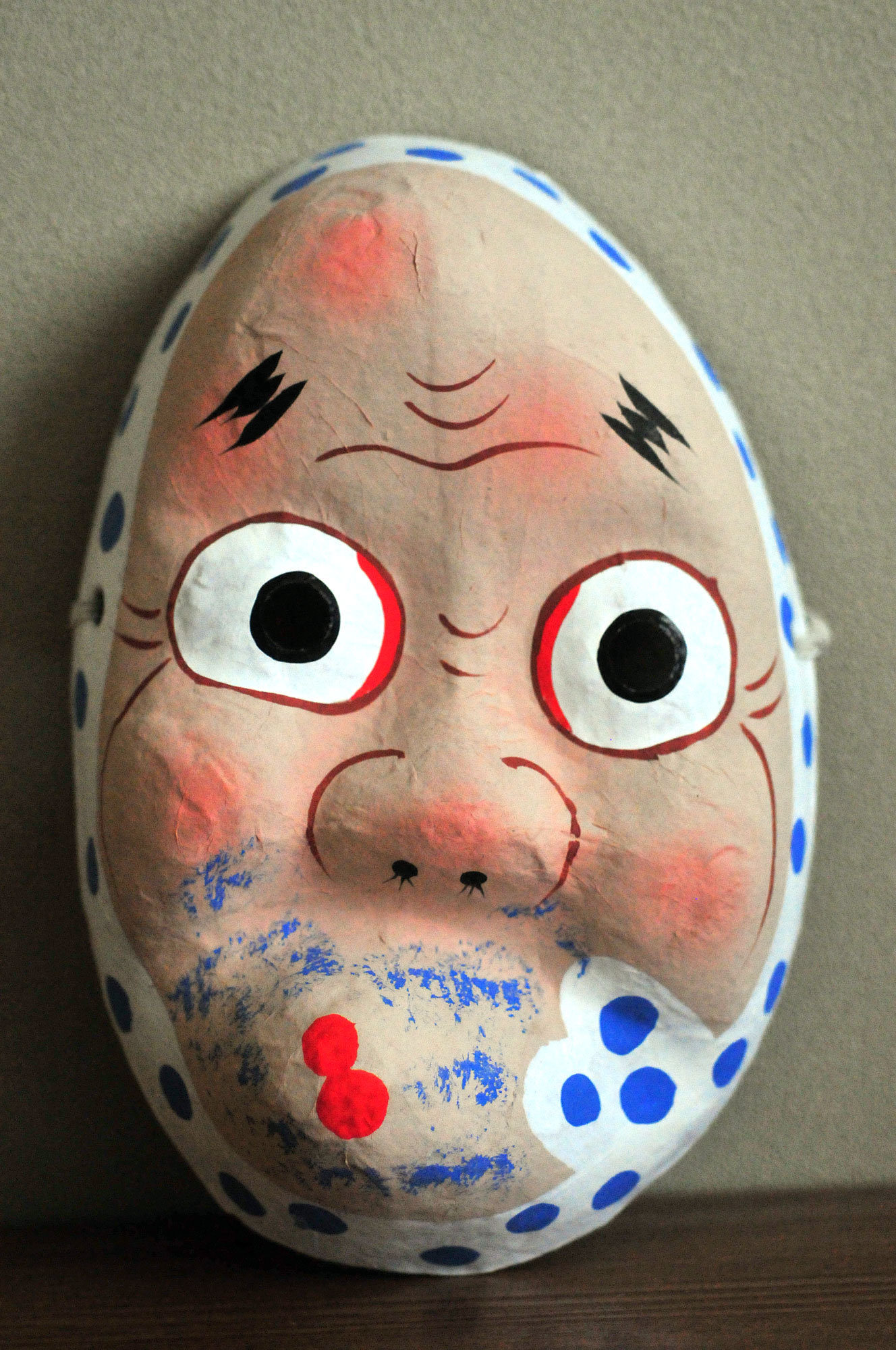
Типичная маска Хёттоко

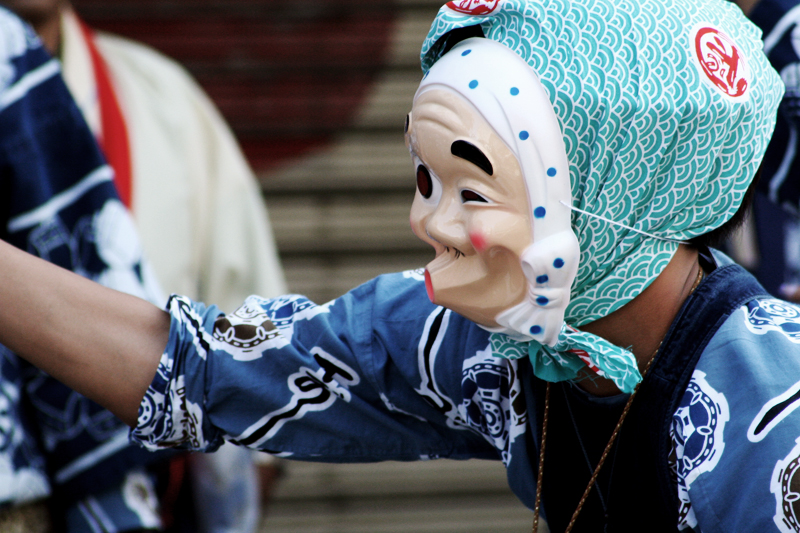
Участник осеннего фестиваля в маске Хёттоко

Хёттоко (яп. 火男) — вероятно, в прошлом легендарный персонаж, с древности по настоящее время — название традиционной японской маски мужского лица, используемой как при народных гуляниях, так и в театре Кёгэн. Некоторые маски имеют разный размер левой и правой глазницы, надутые щеки, скривившийся рот, часто вокруг головы обёрнут шарф, обычно белый в синий горошек. Существует аналогичная женская маска, называемая Окамэ (おかめ) или Отафуку.

## Этимология
Названия маски происходит от «хи» (火 — огонь) и «отоко» (男 — мужчина), потому что маска изображает некоего персонажа, дующего на огонь через бамбуковую трубку. Благодаря влиянию местных диалектов название маски стало произноситься как «хёттоко» (ひょっとこ).

## Легенды
В префектуре Иватэ существует легенда о происхождении Хёттоко. Согласно этой истории, некогда жил мальчик с причудливым выражением лица, который мог доставать золото из своего пупка. Когда в доме кто-то умирал, то в верхней части камина помещали маску этого мальчика, чтобы принести в дом удачу. Имя его будто бы было Хётокусу (яп. ヒョウトクス Хё:токусу). Это предание рассматривается как одна из возможных версий происхождения Хёттоко.
Существует несколько сходных версий появления названия маски, а вот на северо-востоке Японии Хёттоку был расценен как бог огня.

## Использование
В Японии существует известная фольклорная музыка идзумо-ясугибуси (出雲安来節), с имитацией танца рыбака с бамбуковой корзинкой, имеющая то же визуальное выражение, что и маска Хёттоко. Во время этого танца на нос помещается монета в пять иен, и это связывается участниками с предыдущей легендой из префектуры Иватэ. Идзумо — это старое название префектуры Иватэ. Провинция Идзумо всегда называлась Идзумо, и известна ещё с VII века (упоминается в『出雲鰐淵寺埋蔵文化財調査報告書』, см. издание образовательного совета Идзумо за 2015 г., с. 25; также она упоминается в первых летописях «Кодзики» и «Нихонсёки» (VIII век), в топографическом описании местности «Идзумо Фудоки» (VIII век)). А территория нынешней префектуры Иватэ — это часть старой провинции Муцу, известной своей чёрной металлургией. Этот танец был отчасти посвящением огню и стали.
Маска Хёттоко появляется в традиционном танце дэнгаку (田楽), предназначаясь роли шута. Танцоры, носящие маски, также появляются на некоторых японских местных фестивалях. Один из самых известных танцев с Хёттоко происходит в префектуре Миядзаки: «Хюга-хёттоко-нацумацури» (日向ひょっとこ夏祭り), берущий своё начало, как полагают, в период Эдо.
В японском театре Хёттоко символизирует любителя попоек и разгульного веселья, который наутро не может вспомнить что происходило вчера. Поэтому среди японцев слово «хёттоко» может иметь негативную оценку, применяясь как ругательство, в значении «обалдуй», «страхолюдина» или «паяц, шут, клоун».
Маска Хёттоко также ассоциируется с японскими домашними духами очага и семейного благополучия, поэтому её нередко держат в доме как оберег.

## Влияние на современную культуру
- Рассказ Рюноскэ Акутагавы (1892—1927), повествующий о раздвоении личности, называется «Маска Хёттоко».
- Имя Хёттоко носит один из второстепенных персонажей в манге Rurouni Kenshin.
- В манге и аниме «Тетрадь смерти» маску Хёттоко использует L, чтобы скрыть свою личность от второго Киры.
- В манге и аниме «Истребитель демонов» маску Хёттоко используют кузнецы, скрывающие от всех свои лица.
- В аниме «Дороро» 2019 года в 19 серии Хёттоко зовут богом кузнечного дела, а его маска защищает от влияния демонов.